# Jiří Haringer
Jiří Haringer (* 14. dubna 1939) byl český politik, v 90. letech 20. století poslanec České národní rady a Poslanecké sněmovny za KDU, respektive za Křesťanskodemokratickou stranu, později za KDU-ČSL.

## Biografie
Ve volbách v roce 1990 kandidoval za KDU (aliance křesťanských politických proudů včetně lidovců), respektive za její součást Křesťanskodemokratickou stranu, do České národní rady. Zvolen ale nebyl. Do ČNR ovšem nastoupil v listopadu 1991 jako náhradník. Opětovně byl zvolen do ČNR ve volbách v roce 1992, nyní za koalici ODS-KDS (volební obvod Severočeský kraj).
Od vzniku samostatné České republiky v lednu 1993 byla ČNR transformována na Poslaneckou sněmovnu Parlamentu České republiky. V ní setrval do konce funkčního období, tedy do voleb v roce 1996. V roce 1995 opustil poslanecký klub KDS (v září 1995 ukončil i členství v KDS) a na rozdíl od své mateřské strany, která mezitím postupovala k integraci s ODS, přešel do poslaneckého klubu KDU-ČSL (předtím ještě krátce působil v jednom ze dvou klubů KDS, na které se tato sněmovní frakce kvůli sporům rozpadla). Byl členem výboru pro veřejnou správu, regionální rozvoj a životní prostředí.
V sněmovních volbách roku 1996 neúspěšně kandidoval za KDU-ČSL. V srpnu 1996 se o něm mluvilo jako o kandidátovi KDU-ČSL do podzimních senátních voleb za senátní obvod č. 5 - Chomutov, ale nakonec nekandidoval. V komunálních volbách roku 1994 a komunálních volbách roku 1998 neúspěšně kandidoval do zastupitelstva města Chomutov. Poprvé uváděn jako člen KDS, podruhé KDU-ČSL. Profesně jako vládní úředník.
V roce 2000 je zmiňován jako poradce ministra Jaromíra Císaře a navrhovaný vládní zmocněnec pro revitalizaci severních Čech. V této době je již uváděn jako bývalý člen KDU-ČSL, nyní bezpartijní.